# Heinrich Welzhofer
Heinrich Welzhofer (* 6. August 1851 in Donauwörth; † 1911 in Rohrbach bei Heidelberg) war ein deutscher Gymnasiallehrer, Historiker und Dramatiker.

## Leben
Der Sohn von Karl Welzhofer (1810–1882), Sekretär an der Bayerischen Staatsbibliothek in München, und Amalie Welzhofer, geborene Zimmermann, legte 1870 die Abiturprüfung am Maximiliansgymnasium in München ab und studierte anschließend – wie auch sein älterer Bruder Karl Welzhofer jun. (* 1848) – an der Universität München Philologie. Ein weiterer Bruder, August Welzhofer (* 1850), studierte Rechtswissenschaften.
Heinrich Welzhofer war zunächst als Lehramtskandidat und Assistent am Realgymnasium Regensburg und anschließend als Studienlehrer am Realgymnasium in München tätig. Unter Wilhelm von Giesebrecht wurde er zum Dr. phil. promoviert; anschließend habilitierte er sich. Als Fachautor veröffentlichte er zahlreiche Werke zur Geschichte des Altertums und der Religionen. Nachdem er auf eigenen Antrag 1891 für ein Jahr freigestellt wurde, war er später in Wiesbaden (1896–1900) und in Baden-Baden (1900) tätig. Ab 1905 war er in Rohrbach bei Heidelberg ansässig.
Verheiratet war Heinrich Welzhofer mit der Schriftstellerin und Redakteurin Emilie Escherich aus München. Die gemeinsame Tochter Emilie, genannt Mela, betätigte sich als Kunsthistorikerin und Fachschriftstellerin.
Als Historiker schloss sich Welzhofer zunächst den Überzeugungen seines Lehrers Wilhelm von Giesebrecht an. In seiner Schrift Der europäische Völkerverein (1897) vertrat er eine „imperialistische“ Sichtweise. Unter anderem propagierte er die Überlegenheit der europäischen gegenüber anderen Rassen und ein „Weltreich der Arier“ beziehungsweise aller Völker europäischer Abstammung und Rasse. Im Jahr 1907 erschien ein Werk über die Religionsstifter Buddha, Jesus und Mohammed. Darin „behandelt (Welzhofer) nach einer kurzen Einleitung das Leben und die Lehre der drei großen Religionsstifter und gibt in einem Schlusskapitel »Rückblick und Ausblick« eine Würdigung der buddhistischen, christlichen und mohammedanischen Weltanschauung“.
Er schrieb auch Dramen.

## Schriften

### Historische Schriften
- Untersuchungen über die deutsche Kaiserchronik des zwölften Jahrhunderts. Ackermann, München 1874.
- Thukydides und sein Geschichtswerk. Ein Beitrag zur Geschichte der Historiographie. Literarisch-artistische Anstalt (Th. Riedel), München 1878.
- Die Anfänge Wilhelm's von Oranien. In: Historisches Taschenbuch, 5. Folge, 10. Jahrgang, F. A. Brockhaus, Leipzig 1880, S. 141–171.
- Geschichte des Griechischen Volkes bis zur Zeit Solons. Perthes, Gotha 1889.
- Geschichte des Orients und Griechenlands im sechsten Jahrhundert v. Chr. Seehagen, Berlin 1892.
- Sophokles' Antigone. Ein Beitrag zur Geschichte und Beurteilung des antiken Dramas. O. Seehagen, Berlin 1892.
- Allgemeine Geschichte des Altertums. Band 3: Geschichte des Orients und Griechenlands im sechsten Jahrhundert v. Chr. Perthes, Gotha 1892.
- Die Seeschlacht bei Salamis. 1892.
- Der Kriegszug des Datis und die Schlacht bei Marathon. In: Historisches Taschenbuch, 6. Folge, 11. Jahrgang, F. A. Brockhaus, Leipzig 1892.
- Der Rückmarsch des Xerxes. In: Neue Jahrbücher für Philologie und Pädagogie, 66. Jahrgang, Band 153, 1896, S. 673–679.
- Der europäische Völkerverein. Seine Entwicklung und Zukunft. O. Seehagen, Berlin 1897.
- Das Büchlein vom Höchsten. Natürliche Gotteslehre mit Betrachtungen über alte und neue Religion. Strecker & Schröder, Stuttgart 1906.
- Die großen Religionsstifter Buddha, Jesus, Mohammed. Leben und Lehre, Wahrheit und Irrtum. Strecker & Schröder, Stuttgart 1907.
- Die Welteroberer: Alexander, Temudschin, Napoleon. Leben und Streben, Erringen und Erliegen. Wegner, Stuttgart 1911.

### Rezensionen
In: Blätter für das Bayerische Gymnasialschulwesen, redigiert von Adolf Römer. 27, 1891:
- S. 51: H. W. Stoll: Wanderungen durch Altgriechenland. Erster Teil: Der Peloponnes. Zweiter Teil: Mittel- u. Nordgriechenland. Teubner, Leipzig 1889.
- S. 325: J. N. Prasek: Medien und das Haus des Kyaxares. (Berliner Studien für klassische Philologie und Archäologie. Elfter Band, drittes Heft). Galvary u. Co., Berlin 1890.
- S. 550–551: Alfred von Gutschmid: Kleine Schriften. Herausgegeben von Franz Rühl. II. Band: Schriften zur Geschichte und Literatur der semitischen Völker und zur älteren Kirchengeschichte. B. G. Teubner, Leipzig 1890.

### Dramen
- Kaiser Otto III. 1902.
- Semiramis. 1905.

### Briefe
- Brief an Johann Friedrich (1836–1917) , Professor in München (altkatholischer Theologe); Historiker; Würzburg, 17. Januar 1892: München, Bayerische Staatsbibliothek; Signatur: Döllingeriana IV.